# 요한 폰 외스터라이히 대공
요한 폰 외스터라이히 대공(Erzherzog Johann Baptist Joseph Fabian Sebastian von Österreich; 1782년 1월 20일 – 1859년 5월 11일)은 합스부르크로트링겐가의 일원으로 오스트리아 제국의 육군원수이자 1848년 독일 혁명 당시 독일 제국의 제국 섭정이었다.

## 생애
요한은 피렌체에서 레오폴트 2세와 마리아 루도비카 폰 슈파니엔 사이에서 태어난 13남이었다. 그는 처음에 요한 밥티스트 요제프 파비안 세바스티안이라는 세례명을 받았다. 이후 1790년 요제프 2세의 뒤를 이어 레오폴트가 신성 로마 황제에 즉위하면서 요한 역시 비엔나로 이동하게 되었다. 요한은 이탈리아어, 프랑스어, 독일어를 능숙하게 구사할 수 있었으며 스위스 역사가인 요하네스 폰 뮐러로부터 교육을 받기도 했다.

### 군사 생애
나폴레옹 전쟁 당시 요한은 1800년 9월 오스트리아 육군의 사령관을 맡았다. 하지만 그 자신은 그 위치를 맞는 것에 대해 주저했다. 그는 제2차 대프랑스 동맹 당시 개인적인 용기를 보여주었지만 12월 3일 호엔린덴 전투에서 신성 로마 제국군은 패배했다. 패배에 의해 기세가 꺾인 이후, 제국군은 거의 와해되었으며 12월 22일 정전이 체결된 이후에야 재조직될 수 있었다. 뤼네빌 조약이 1801년 체결된 이후 요한은 비너노이슈타트에 위치한 테레시아 사관학교의 교장이 되었다.
제3차 대프랑스 동맹 당시 요한은 다시 프랑스 제1제국 및 바이에른 선제후국의 군대와 맞서 싸웠다. 1805년 그는 티롤 백국의 반란에 맞서서 방어를 성공적으로 이끌어냈고, 이에 따라 마리아 테레사 훈장을 받았다. 그러나 1805년 프레스부르크 화의에 따라 오스트리아는 티롤과 포어아를베르크주를 바이에른에게 할양해야 했다. 요한은 티롤을 복종시키고 당시 티롤 반란을 도왔던 요제프 호마이어 남작과 친분을 유지했다.
1809년 제5차 대프랑스 동맹이 시작되자 그는 이네외스터라이히의 사령관이 되어 이탈리아에서 외젠 드 보아르네와 전투를 벌였다. 그의 부대는 1809년 4월 16일 사칠리 전투에서 승리를 거두었다. 그의 군대는 베로나까지 진격하여 베네치아와 그 일대의 요새들을 포위하였으나 외젠의 군대가 수적으로 압도하기 시작했다. 설상가상으로 오스트리아가 에크뮐 전투에서 패배했다는 소식에 그는 철수할 수 밖에 없었다. 철수하기 직전 그는 칼디에로 전투에서 프랑스-이탈리아 연합군과 싸워야 했다. 그는 피아베 강 전투에서 패배했고, 이후 국경 전체를 지키기 위해 류블라냐에 길라이 이그나츠를 파견했다. 그러나 이들 군대 역시 타리스 전투에서 패배했고, 오스트리아 제국군은 헝가리 왕국까지 철수할 수 밖에 없었다. 1809년 6월 14일 라브 전투에서 패배한 이후 그는 그의 형이었던 카를 외스터라이히톄센 공작을 바그람 전투에서 지원하라는 명령을 받았지만, 요한의 소규모 군대는 너무 늦게 도착하여 오스트리아의 패배의 원인이 되었다.